# Paula Raymond
Paula Raymond, née Paula Ramona Wright à San Francisco en Californie le 23 novembre 1924 et décédée à West Hollywood dans la même région le 31 décembre 2003 est une actrice américaine.

## Filmographie partielle
- 1938 : Mon oncle d'Hollywood (Keep Smiling) de Herbert I. Leeds
- 1944 : Angoisse (Experiment Perilous) de Jacques Tourneur : doublure d'Hedy Lamarr pour les scènes chantées
- 1947 : Hollywood en folie (Variety Girl) de George Marshall : Elle-même
- 1950 : Cas de conscience (Crisis) de Richard Brooks : Helen Ferguson
- 1950 : Jamais deux sans toi (Duchess of Idaho) de Robert Z. Leonard : Ellen Hallit
- 1950 : La Porte du diable (Devil's Doorway) d'Anthony Mann : Orrie Masters
- 1951 : Le Grand Attentat (The Tall Target) d'Anthony Mann : Ginny Beaufort
- 1951 : J'épouse mon mari (Grounds for Marriage) de Robert Z. Leonard
- 1951 : Carnaval au Texas (Texas Carnival) de Charles Walters : Marilla Sabinas
- 1953 : Le Monstre des temps perdus (The Beast from 20,000 Fathoms) d'Eugène Lourié : Lee Hunter
- 1953 : Traqué dans Chicago (City That Never Sleeps) de John H. Auer
- 1954 : Richard Cœur de Lion (King Richard and the Crusaders) de David Butler : Bérangère de Navarre
- 1954 : Dans les bas-fonds de Chicago (The Human Jungle) de Joseph M. Newman